# Fred (YouTube)
Fred ist ein englischsprachiger Kanal auf dem Videoportal YouTube. Bekannt wurde er durch Videoclips des fiktiven Jungen Fred Figglehorn mit dessen charakteristisch quietschender und hektischer Sprechweise. Autor, Regisseur und Schauspieler ist Lucas Cruikshank. FRED erreichte als erster YouTube-Kanal eine Million Abonnenten und als dritter die zwei Millionen. Nachdem das Kanalkonzept umgestellt wurde, hat er einen Großteil seiner Popularität verloren und ist mittlerweile seit Juli 2015 inaktiv.

## YouTube

### Kanalgeschichte
Als populärster von verschiedenen Charakteren welche 2006 auf einem Gemeinschaftskanal von Cruikshank und seinen Cousins in kurzen Videoclips zu sehen waren, erhielt Fred weitere Videoauftritte. Am 30. April 2008 wurden die Fred-Clips auf den Kanal FRED übertragen, welchen Cruishank nach eigenen Aussagen von dem ursprünglichen Besitzer übergeben bekam und die Videoproduktion wurde dort fortgesetzt.
Als meistabonnierter YouTube-Kanal erreichte FRED im April 2009 als erster eine Million Abonnenten. Vier Monate später wurde er von Nigahiga überholt und erreichte die zwei Millionen Abonnenten im September 2010, kurz nachdem er auf den 3. Platz gerückt war.
Die regulären Fredvideos endeten mit der 4. Staffel im Frühjahr 2011, es folgte die 6-teilige Serie Friggle Chat, ein Comedy-Interview-Format. November 2011 begann animierte Videoserie It's Fred!. Dezember 2012 bis Mai 2014 wurden keine weiteren Videos hochgeladen, bis zu einer inszenierten Kanalübernahme FREDs von der fiktiven südkoreanischen Firma Yuksung Coorperation. Am 28. August 2014 entschied Cruikshank, den Kanal für andere Videoproduzenten freizugeben und keine weiteren Fred-Videos mehr zu veröffentlichen.

### Format
Die ursprünglichen Videos sind kurze zwei- bis vierminütige Clips, welche gängigen Videoblogs ähneln, die vom fiktiven sechsjährigen Jungen Fred Figglehorn handeln, der unter ADHS leidet. Er ist nur allein zu sehen und spricht über Ereignisse in seinem Leben. Weitere Charaktere wie seine Mutter sind nur zu hören. Fred spricht quietschig und hastig, was von der gesteigerten Geschwindigkeit der Aufnahme herrührt.
Der sechsjährige Fred wird von seiner alkoholsüchtigen Mutter schlecht behandelt, über seinen Vater ist wenig bekannt. Trotz seines Filmverbots lädt er heimlich die Videos auf YouTube hoch. Im Kindergarten wird Fred oft gemobbt und außer seiner Freundin Bertha kann ihn keiner leiden. Er ist verliebt in Judy, welche seine Gefühle nicht erwidert.

## Publikum
Die größte Zuschauergruppe ist zwischen 13 und 17 Jahren alt. Die Gruppe der 35- bis 44-Jährigen ist stärker vertreten als die Gruppe der 18- bis 24-Jährigen. Des Weiteren ist das Publikum mit 67 % überwiegend weiblich.

## Erfolg
Sein erfolgreichstes Video ist „Fred Goes Grocery Shopping feat. Annoying Orange“ (dt. Fred geht Lebensmittel kaufen), welches seit seiner Einstellung im Juli 2010 über 79 Millionen Mal angesehen wurde.
Für Walden Media warb er für den Film City of Ember in seinen Clips mit einem inoffiziellen Trailer.
Zu sehen war Fred in einer Folge der Jugend-Comedyserie iCarly. Im US-Fernsehen erschien er im Dezember 2009 in der Serie Hannah Montana (Folge Come Fail Away; Staffel 3, Folge 27) in einer Nebenrolle. Es wurden drei Nickelodeonfernsehfilme mit Fred in der Hauptrolle gedreht; Fred: The Movie (September 2010), Fred 2: Night of the Living Fred (Oktober 2011) und Fred 3: Camp Fred (Juli 2012). Cruikshank ist Schöpfer und Hauptdarsteller der Anfang 2012 auf Nickelodeon gestarteten Sitcom Fred: The Show. Er hat zwei Alben veröffentlicht (It’s Hackin’ Christmas und Who's Ready To Party). Des Weiteren übernahm er die Hauptrolle in der Serie Marvin Marvin.

## Filmographie
Kinofilme:
- 2010: Fred – Der Film (Originaltitel: Fred: The Movie)
- 2011: Fred 2: Night of the Living Fred
- 2012: Fred 3: Camp Fred

TV-Auftritte:
- 2009: iCarly (Gastdarsteller, Staffel 2, Folge 13 Freddie gegen Fred)
- 2012: Fred: The Show (Hauptdarsteller, 24 Folgen)
- 2012–2013: Marvin Marvin (Hauptdarsteller)
- 2013: Big Time Rush (Gastdarsteller)

## Musikvideos
- 2009: Christmas Cash
- 2009: Christmas is Creepy
- 2010: Don't Forget to Brush
- 2010: Who's Ready to Party?
- 2010: The Babysitter's a Vampire
- 2010: Tater Haters
- 2011: I Wanna Be a Celebrity
- 2012: Best Day of School